# 변동 계수
변동 계수(coefficient of variation, CV)는 표준 편차({\displaystyle \sigma })를 산술 평균({\displaystyle {\overline {x}}})으로 나눈 것이다. 상대 표준 편차(relative standard deviation, RSD)라고도 한다. 측정단위가 서로 다른 자료를 비교하고자 할 때 쓰인다. 즉, 범위나 분산과 같은 산포도를 계산하는 것만으로는 충분하지 않아 상대적인 산포도를 비교해야 한다. 변동 계수의 값이 클수록 상대적인 차이가 크다는 것을 의미한다..
{\displaystyle CV={\frac {\sigma }{\overline {x}}}}

## 같이 보기
- 표본조사